# 白字戲
白字戲，原指中國廣東省粤東地區流行的以粤東閩語演唱而得名的戲曲劇種，分為潮州白字戲和海陸豐白字戲。潮州白字戲後來演變成潮劇，而海陸豐地區仍稱白字戲，因此白字戲之名現今所指海陸豐白字戲。
白字戲都在海內外的潮州人、海陸豐人聚落盛行。臺灣也曾流行白字戲，清治時期臺灣盛行白字戲和正字戲，二十世紀初還有職業的潮州戲班，現時臺灣已沒有在地職業白字戲劇團。
潮劇和海陸豐（汕尾）白字戲都列進了2006年中華人民共和國國務院首批國家級非物質文化遺產名錄。現存有「海豐縣白字戲劇團」。

## 種類

#### 潮州白字戲
潮州白字戲現通稱潮劇，「白字戲」名稱今多特指盛行於汕尾市的白字戲，「白字」是同唱、念都用中州韻的正字戲相對而言。

#### 海陸豐白字戲
相對於「潮州白字」（流行在潮州、汕頭、揭陽3個地級市）稱為海陸豐白字或南下白字（潮州白字又稱「頂頭白字」）。

## 歷史沿革
白字戲的形成，有不同説法，一般認為南宋時形成的閩南、粵東民間小戲是汕尾市海陸豐白字戲的前身。宋代漳州地區在每年秋收之後，有號稱「戲頭」者。「逐家聚斂錢物，豢優人作戲，或弄傀儡，築棚於居民叢萃之地，四通八達之郊，以廣會觀者；至市廛近地，四門之外，亦爭為之。」
據考所作之戲傳到粵東及海陸豐後，即俗稱老白字或竹馬戲。這些民間小戲，基本上是二小戲或三小戲，均由孩童扮演，劇目如《搭渡弄》、《四九弄》等，都是民間生活小戲，所唱為地方小調民歌，用大管絃和笛子伴奏。白字戲在發展演變過程中，還吸收並借鑑了流行於同一地區的正字戲的許多東西。在白字戲的傳統劇目中，上述民間小戲為數極少，而大部分是易語而歌的的大戲。前者稱小鑼鼓戲，後者稱大鑼鼓戲。大鑼鼓戲有幫腔，用大鑼大鼓伴奏，乾唱。其劇目、曲調、唱腔、器樂等各方面，均與正字戲的曲戲部分非常接近。因此，潮州戲諺又有「正字母生白字仔」之説。
還有認為白字戲與潮劇同源異流。白字戲藝人尊奉田都元帥為戲神，與閩南地區的梨園戲、歌仔戲（薌劇）、老白字戲以及正音戲（今正字戲）、潮音戲（今潮劇）等相同。白字戲的開台例戲《淨棚》、《八仙拜壽》、《仙姬送子》、《跳加冠》等仍用「正音」演出；白字戲有「羅哩畦」調及拉腔，正字《金釵記》、潮調《荔鏡記》等古本亦有，這也是出自南曲。因此，認為白字戲與潮劇是同源異流，均來自南戲。由於可據的史料缺乏，以上二説，還有待進一步研究考證。
明清兩朝代，白字戲已十分活躍。據調查，清咸豐年間，白字戲有三十多個班社活動。清同治八年（1869年）白字戲的榮貴春班、雙鳴鳳班活躍於海陸豐和惠陽的廣大農村地區。清光緒三十四年（1908年），海陸豐白字戲擁有近二十個班社，其中老榮順延續時間較長，名角薈萃。白字戲過去均為童伶，成年變嗓後，則多轉學唱正字戲，因此，晚近時期的正字戲名演員、名鼓師，如紅臉鄭城蓋、白臉劉仁勳、烏臉劉媽倩、文武生陳寶壽、鼓頭師傅劉採等均出自此班。1940年代以後，粵東災禍頻生，藝人飢死逃亡，已潰不成班。
中華人民共和國成立後，海豐沙港新榮順班的葉本南（藝名粒仔旦）、卓孝智（藝名媽柏生）等，率先組織「民藝白字戲劇團」。1953年吸收了一批青年演員並改名為「海豐縣青年白字戲劇團」。1956年定名為「海豐縣白字戲劇團」。1962年，劇團組織人力搶救、挖掘和整理傳統藝術，並在此基礎上，對劇目、表演，特別是音樂等方面進行大膽的改革嘗試，改編並編演了一些傳統劇目和現代戲。其中，傳統劇目《白蛇傳》，現代戲《社長的女兒》、《朝陽溝》等頗受羣眾、特別是青年觀眾的歡迎。1969年劇團被解散，1979年重建。此時，海豐、陸豐兩縣僅有這一白字戲的專業演出團體，而業餘的白字戲劇團則有數十班之多，特別是進入1980年代以後，海陸豐的民間戲劇活動極為繁榮，白字戲班、曲班遍及海豐、陸豐城鎮農村。

## 劇目
白字戲的主要劇目人稱「八大連」，包括英台連（《同窗記》）、陳三連（《荔鏡記》）、高文舉連（《珍珠記》）、秦雪梅連（《三元記》）、蔣興哥連（《珍珠衫》）、王雙福連（《臨江樓》）、袁文正連（《還魂》）、崔鳴鳳連等，另有《白鶴寺》、《白蛇傳》、《訪友記》、《書琴緣》、《天門陣》、《白羅衣》等優秀傳統劇目和《金菊花》、《紅珊瑚》等現代劇。

## 表演特徵
白字戲以演文戲見長，亦從正字戲中吸收部分提綱武戲，擅演兒女戀歌，整本戲較多，摺子戲較少。短打用南派武功，舞台美術簡樸，便於移動。白字戲劇目分小鑼戲、大鑼戲兩大類。小鑼戲又分正板小鑼戲、反線戲和民歌小調戲三種。小鑼戲唱腔活潑明快，富有生活氣息和地方色彩；大鑼戲音樂莊重典雅，具有高腔音樂的特點。

### 曲牌
白字戲的曲牌由牌頭、牌腹、牌尾三部分構成。牌頭為兩句唱詞，其字數有四、六、七字不等，一般起句多為四字句，第二句則多為七字句；牌腹多為滾唱，以七字句為主，句數多少不拘，旋律可隨意反覆運用，適用於敍述、訴説；曲牌尾句常配以鑼鼓。白字戲的曲牌多為佚名，冠以名稱的尚有四十多支。其中，小曲或曲牌結構已不完整的約佔三分之二，比較完整的曲牌僅有十幾支，而常用的曲牌則不足十支。

## 傳承保護
白字戲具有民間祭祀戲劇活化石的功能，不僅對研究中國民間戲劇，而且對於重新認識中國戲劇史具有很高的歷史價值。白字戲記載着歷代海陸豐鄉民的生活方式與文化思維模式，它是文化內涵豐富的傳統鄉土文化的主要載體，對中國傳統文化、思想的研究有重要的價值，是國家級非物質文化遺產保護劇種。
中華人民共和國建立後至改革開放初期，白字戲曾一度獲得發展和繁榮，後隨着新式娛樂產業的發展多元化，其演出市場觀眾逐漸萎縮，傳統劇目和富有特色的行當藝術及其他舞台藝術等已瀕臨消亡。

### 傳承人物
- 吳佩錦，1972年生，廣東海豐人。第二批國家級非物質文化遺產項目白字戲代表性傳承人，國家二級演員。代表作品有：《方世玉打擂》《燕青打擂》等。

- 鍾靜潔，1971年生，廣東海豐人。第二批國家級非物質文化遺產項目白字戲代表性傳承人，其扮相靚麗，動作柔美，尤以舞綢、水袖等表演見長，唱腔圓潤細膩，字正腔純，節奏感強。代表作品有《崔君瑞休妻》等。

### 保護措施
2018年5月14日，由海豐縣縣文廣新局主辦，縣非物質文化遺產保護中心、縣白字戲藝術傳承中心承辦的「傳統文化——白字戲進校園」系列活動走進華中師範大學海豐附屬學校，該系列活動拉近海了豐地方戲曲藝術與青少年學生的距離，讓傳統文化在薪火相傳中更自信。